# Суђење Сократу
Суђење Сократу је подигло велику дебату, иницирајући настанак читавог жанра у литератури познатог као сократски логои. Сократов начин предавања је љутио утицајне фигуре његовог доба, чија је репутација мудрости и врлине била урушена његовим питањима. Треба рећи да је сам Сократ био довољно мудар да не вређа своје сабеседнике, али су други људи користили његову реторику да би извргли руглу моћне људе.

## Хапшење Леона
Платоново Извињење, делови од 32ц до 32д, описују како су Сократ и још четворица позвани у Толос, а представници олигархије Тридесеторице (олигархија је почела да влада 404. пре Христа) рекли су им да оду у Саламину да ухапсе Леона Саламинијана, који требало вратити на поновно извршење. Међутим, Сократ је био једини од петорице људи који су одлучили да не иду у Саламину онако како се од њега очекивало, јер није желео да буде умешан у оно што је сматрао злочином и упркос ризику од накнадне одмазде од стране тирана.

## Суђење и смрт

### Узроци
Сократ је живео у време преласка са врхунца атинске хегемоније на њен пад поразом од Спарте и њених савезника у Пелопонеском рату. У време када је Атина покушала да се стабилизује и опорави од пораза, атинска јавност је можда гајила сумње у вези са демократијом као ефикасним обликом владе. Чини се да је Сократ био критичар демократије, а неки научници његово суђење тумаче као израз политичке борбе.
Тврдећи да је одан свом граду, Сократ се сукобио са тадашњим током атинске политике и друштва. Хвалио је Спарту, архивски долазак у Атину, директно и индиректно у разним дијалозима. Један од Сократових наводних преступа према граду био је његов положај друштвеног и моралног критичара. Уместо да подржава статус кво и прихвати развој онога што је у свом региону сматрао неморалом, Сократ је доводио у питање колективни појам „моћ исправљања“ за који је осећао да је уобичајен у Грчкој током овог периода. Платон говори о Сократу као о „гадфлију“ државе (поредећи како гадфли убоде коња у акцију, тако је Сократ убо разне Атињане), утолико што је неке људе иритирао обзирима према правди и потрази за добротом.
Према Платоновој Апологији, Сократов живот као атински атлас започео је када је његов пријатељ Керефон питао Оракле у Делфима да ли је неко мудрији од Сократа; Оракле је одговорила да нико није мудрији. Сократ је веровао да одговор није био тачан, јер је веровао да уопште не поседује мудрост. Наставио је да искушава загонетку прилазећи људима који су Атињани сматрали мудрима - државницима, песницима и занатлијама - како би оповргао пророчанствену изјаву. 
Испитујући их, међутим, Сократ је закључио да, иако је сваки човек мислио да много зна и да је мудар, у ствари су они знали врло мало и уопште нису били мудри. Тако је Сократ овако протумачио значење Пророчишта: док су такозвани мудраци мислили да су мудри, а ипак нису, он је сам знао да уопште није мудар, што га је, парадоксално, учинило мудријим будући да је он био једина особа која је тога свесна сопственог незнања. Сократова парадоксална мудрост учинила је да истакнути Атињани које је јавно испитивао изгледају глупо, окрећући их против себе. Сократ је бранио своју улогу хајдука до краја: на његовом суђењу када је од Сократа затражено да сам предложи казну, уместо тога предложио је плату коју плаћа влада и бесплатне вечере до краја живота, да би финансирао време које је провео као Атински добротвор.
Робин Ватерфилд сугерише да је Сократ био добровољни жртвени јарац; његова смрт била је прочишћавајући лек за Атину. У овом погледу, знак захвалности за Асклепија (грчког бога за излечење болести) - петелина о коме говори Критон - представљао би лек за атинске болести. Међутим, с обзиром да је коктел био уобичајена захвалница и није имао велику вредност, ово тумачење је оспорено; Сократ је можда само тражио од Критона да се сети да ће испунити завет положен ради (неименованог) пријатеља који се излечио од болести.

### Суђење
Суђење Сократу (399. п. н. е.) одржано је да би се утврдила филозофова кривица по две оптужбе: асебеја (безбожност) против атинског пантеона и корупција младих града-државе Атине; птужиоци су навели два нечиста Сократова дела: „пропуштање да призна богове које град признаје“ и „увођење нових божанстава“.
Сократова смртна казна била је правна последица постављања политичко-филозофских питања његовим студентима, што је резултирало двема оптужбама за моралну корупцију и безбожност. На суђењу је већина дикаста (жреби изабраних мушких грађана) гласала да га осуди за две оптужбе; тада је, у складу са уобичајеном правном праксом, гласао за одређивање његове казне и пристао на смртну казну коју ће извршити Сократово испијање отровног напитка од кукуте.
Извори примарног извора о суђењу и погубљењу Сократа су Платонова Одбрана Сократова и Одбрана Сократа пороти Ксенофонта из Атине, који је био његов ученик; савремена тумачења укључују Суђење Сократу (1988) новинара И. Ф. Стона и Зашто је Сократ умро: распршивање митова (2009) научника класика Робина Ватерфилда.
Атински поротници извучени су лутријом, из групе стотина добровољаца-мушкараца; тако велика порота обично је осигуравала већинску пресуду на суђењу. Иако ни Платон ни Ксенофонт из Атине не идентификују број поротника, порота од 501 мушкарца вероватно је била законска норма. У апологији Сократа (36а – б), о Сократовој одбрани на суђењу, Платон је рекао да је само 30 гласова било другачије, тада би Сократ био ослобођен (36а), а да би (можда) било мање од три петине пороте гласао против њега (36б). Под претпоставком пороте од 501, то би значило да је осуђен већином од 280 против 221.
Проглашени кривим за корупцију и безбожност, Сократ и тужилац предложили су казне за његово кривично дело против града Атине. Изражавајући изненађење због неколико гласова потребних за ослобађајућу пресуду, Сократ се нашалио да ће бити кажњен бесплатним оброцима у Пританеуму (градском светом огњишту), почашћу која се обично даје доброчинитељу Атине и победничким спортистима олимпијаде. После тог неуспелог предлога, Сократ је затим понудио да плати новчану казну од 100 драхми - петину његове имовине - што је велика последица сведочило о његовом интегритету и сиромаштву као филозофа. Коначно, договорена је новчана казна од 3.000 драхми, коју су предложили Платон, Критон, Критовул и Аполодор, који су гарантовали плаћање - без обзира на то, тужилац Сократовог суђења предложио је смртну казну за нечастивог филозофа. На крају је смртну казну донела већа већина пороте од оне којом је осуђен.
У том случају, пријатељи, следбеници и студенти охрабрили су Сократа да побегне из Атине, акцију коју су грађани очекивали; па ипак, Сократ је у принципу одбио да се оглуши о закон и избегне своју правну одговорност у Атини. Стога је, веран свом учењу о грађанској послушности закону, 70-годишњи Сократ извршио смртну казну и попио отровни напитак од биљке кукуте, како је и осуђен.

### Смрт
Сократова смрт описана је на крају Платоновог Федона, иако Платон ни сам није био присутан погубљењу. Што се тиче веродостојности Платоновог извештаја о Сократовој смрти, чини се да је Платон нагласио одређене факторе, а друге изоставио, јер Федонов опис не описује напредак дејства отрова у складу са савременим описима. Федон говори да, након што је попио отров, Сократу је наложено да шета док му ноге не отупе. Након што је легао, човек који је дао отров уштипнуо га је за стопало и Сократ више није осећао ноге. Укоченост се полако прикрадала његовом телу док није стигла до његовог срца.
Сократ је одлучио да покрије лице током егзекуције (118 а6 Федон).
Према Федону (61ц – 69е), Сократ је изјавио да „[сва] филозофија тренира за смрт“.

## Последње речи
Сматра се да су Сократове последње речи можда искрене, или можда ироничне, у смислу да је требало да буде „излечен“ од болести смртности.
Сократ изговара последње речи са Критоном:
| „ | ὦ Κρίτων, ἔφη, τῷ Ἀσκληπιῷ ὀφείλομεν ἀλεκτρυόνα· ἀλλὰ ἀπόδοτε καὶ μὴ ἀμελήσητε· | ” |

Постоји неколико различитих превода:
- Критоне, петао дугујемо Асклепију. Молим те, не заборави да платиш дуг.
- Критоне, петао дугујемо Асклепију, плати га и не занемари.[11]
- Критоне, петао дугујемо Асклепију, дајмо му овај дар и не заборави.[10]

### Одбијање бекства
Сократ је одбио Критове молбе да покуша да побегне из затвора. Ксенофонт и Платон слажу се да је Сократ имао прилику да побегне, пошто су његови следбеници могли да подмићују затворске чуваре. Као разлог зашто је одлучио да остане понуђено је неколико предлога:
1. Веровао је да би такав чин указивао на страх од смрти, за који је веровао да ниједан прави филозоф нема.
2. Ако би побегао из Атине, његово учење не би прошло ништа боље у некој другој земљи, јер би наставио да испитује све што је срео и несумњиво би изазвало њихово незадовољство.
3. Савесно приставши да живи по градским законима, имплицитно се подвргао могућности да га грађани оптужују за злочине, а порота осуђује на кривицу. Да поступи другачије, проузроковало би да раскине свој „друштвени уговор“ са државом и тако наштети држави, непринципијелан чин.
4. Ако је побегао на потицај својих пријатеља, тада би његови пријатељи постали законски одговорни.[12]
5. Потпуно образложење његовог одбијања да побегне главна је тема Критона.[13] Утолико што је Сократ без приговора добровољно пио кукута (одлучивши се против бекства), Р.Г. Фреј (1978) сугерира да је, у ствари, Сократ одабрао самоубиство.[14]